# Now He Sings, Now He Sobs
Now He Sings, Now He Sobs ist ein Jazz-Album von Chick Corea im Trio mit dem Bassisten Miroslav Vitouš und dem Schlagzeuger Roy Haynes, aufgenommen in New York City am 14., 19. und 27. März 1968. Die Aufnahmen wurden zunächst auf dem United-Artists-Sublabel Solid State veröffentlicht; ab den 1980er Jahren erschienen sie auf dem Label Blue Note Records.

## Vorgeschichte des Albums
Now He Sings, Now He Sobs war nach Coreas Debütalbum Tones for Joan’s Bones (1966), das der Downbeat 1968 mit 4½ von 5 Sternen auszeichnete, das zweite Album des nunmehr 26-jährigen Pianisten, der zu dieser Zeit Sarah Vaughan begleitete und sechs Monate später – auf Vermittlung von Tony Williams – Mitglied in der Band von Miles Davis wurde (Filles de Kilimanjaro).
Seine Triokollegen hatte er 1967 näher kennengelernt – Haynes, als er mit Stan Getz (Sweet Rain) spielte, und Vitouš, als er bei Donald Byrd (The Creeper) gearbeitet hatte.

## Die Musik des Albums
Steps – What Was, der erste, fast 14 Minuten lange Titel, spielt mit dem Tempo und ist im Timbre deutlich von Claude Debussy beeinflusst. Das Solo enthält Anspielungen auf Pianisten wie Horace Silver oder Bill Evans. Roy Haynes hat Gelegenheit zu einem ausgedehnten Schlagzeugsolo. Nach den Soli der Musiker folgt eine Passage, die Corea seit 1972 unter dem Titel Spain spielt, obgleich dessen Melodie hier noch nicht formal als Thema vorgestellt wurde.
Matrix ist ein veränderter Blues mit einem Monk-artigen Thema, über das Corea ein langes, 16 Chorusse umfassendes Solo spielte. Corea schuf mit der Ersteinspielung von Matrix (und ebenso mit dem Walzer Windows, der aber zunächst nicht veröffentlicht wurde) später häufig gespielte Jazzstandards.
Der Standard How Deep Is the Ocean erlebt im Titelstück Now He Beats the Drum, Now he Stops seine radikale Überarbeitung. Der Song beginnt mit einem marschartigen Intro und führt in einen Jazzwalzer, in dem die komplex erweiterte Melodie vorgestellt wird. Corea spielt das Solo über eine vereinfachte, 16-taktige Sequenz. Vitouš antwortet mit beweglichen und fantasievollen Basslinien, bevor ein Schlagzeugsolo die „enorme Vielseitigkeit“ von Haynes zeigt.
Das erst später veröffentlichte Stück Samba Yantra hatte er zuvor bereits bei einer Session mit Donald Byrd eingespielt; Bossa ist ein ruhiges, impressionistisch angehauchtes Stück, das an Bill Evans erinnert. Gemini ist eine freie Bass-Piano-Improvisation, der ein längeres Bass-Solo von Miroslav Vitouš folgt. Bis auf die beiden Standards Pannonica von Thelonious Monk und My One and Only Love von Guy Wood waren das weitere Ergebnis (wie The Law of Falling and Catching Up oder Fragments) der drei März-Sessions Improvisationen der drei Trio-Mitglieder im Spannungsfeld zwischen Post-Bop und Free Jazz angelegt. Diese Spielhaltung weitete Chick Corea dann ab August 1968 als Keyboarder in der Miles-Davis-Band aus und setzte sie 1970 – nach den Bitches-Brew-Sessions – mit Dave Holland und Barry Altschul im Trio Circle fort.
Im Jahr 1999 wurde das Stück Now He Sings, Now He Sobs in die Grammy Hall of Fame aufgenommen.

## Rezension

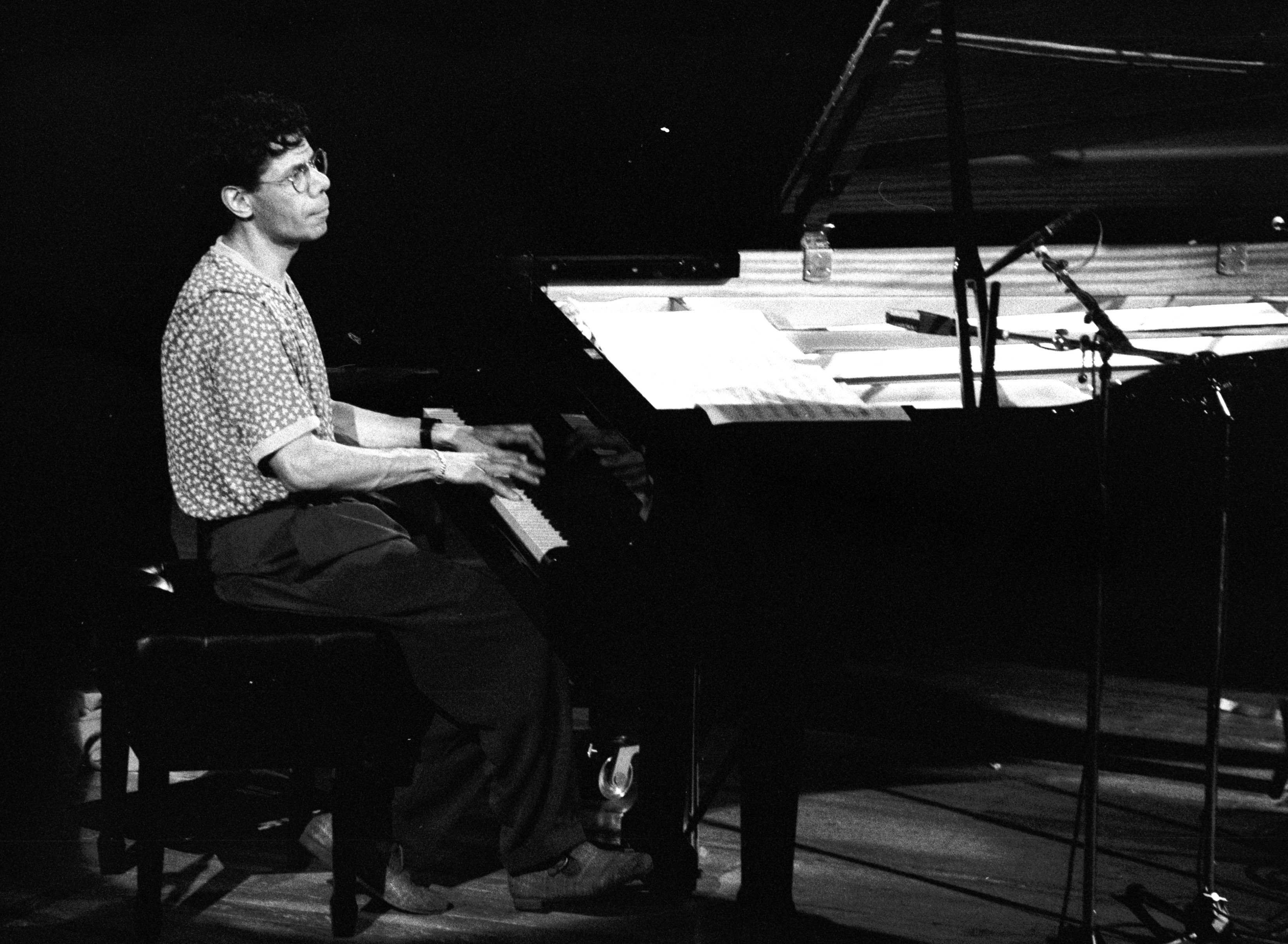
Chick Corea (Deauville 1992)

Stuart Nicholson zufolge setzte das Album, als es erschien, aufgrund seiner „frei-fliessenden, aber doch höchst disziplinierten Vortragsweise“ einen Standard bei den zeitgenössischen Musikern; viele Pianisten hätten die Aufnahmen damals Note für Note studiert. Now He Sings, Now He Sobs habe zudem Coreas Fähigkeiten als Komponist herausgestellt.
Scott Yanow vergab an das Album 4½ (von 5) Sternen und merkte zu den Aufnahmen an, dass diese dem 26-jährigen Pianisten größere Beachtung in der Jazzwelt verschafften; Corea stelle sich hier „mit einem sehr kraftvollen Trio“ vor. Die Musik aus elf Originalkompositionen Coreas und den beiden Standards Pannonica und My One and Only Love sei „im Wesentlichen anspruchsvoller Hardbop mit einer offenen Einstellung zum Free Jazz“
Cook/Morton bewerteten den Tonträger – wie auch das nächste Trio-Album The Song of Singing (1970) mit Dave Holland und Barry Altschul – mit vier Sternen; die Trios böten den besten „Einblick in Coreas musikalische und philosophische Flugbahn“. Sings/Sobs sei „feiner, solider Jazz mit einigem klug gehandhabtem Standard-Material.“
Ian Carr hob hervor, dass das Album Coreas „perfektes Können“ zeige, aber auch sein zunehmendes Interesse an den freieren und eher europäischen Aspekten der zeitgenössischen Avantgarde. Now He Sings, Now He Sobs sei „eines der großartigen Alben der 1960er Jahre“; sein Trio mit Vitous und Haynes sei „eine hervorragende Einheit; Corea selbst als Musiker und Komponist birst voll frischer Ideen.“ Die elf Kompositionen hätten dabei eine Spannbreite zwischen halb-freier und total abstrakter Musik; „Haynes und Vitous handhaben dies mit einer großartigen Vielfalt des Herangehens und einem atemberaumbenden Aplomb“.

## Editionsgeschichte
Now He Sings, Now He Sobs (SS 18039), das lediglich die fünf Titel Steps – What Was, Matrix, Now He Sings, Now He Sobs, Now He Beats the Drums, Now He Stops und The Law of Falling and Catching Up enthielt, erschien zuerst auf dem Label Solid State, das der Produzent Sonny Lester 1966 gemeinsam mit Phil Ramone und Manny Albam als Sublabel von United Artists aufgebaut hatte. Mit dem Kauf des Liberty- und Blue Note-Katalogs durch United Artists wurde der Jazz-Katalog von Solid State und damit auch das Corea-Album fortan bei Blue Note Records neu aufgelegt. Die vollständigen Aufnahmen der drei Sessions im März 1968 erschienen dann auf den LPs Best Album (Blue Note BN-LA 395-H2) und der Doppel-LP Circling ..In (1975) (Blue Note BN-LA 472-H2). Die remasterte Neuausgabe der Mitschnitte bei Blue Note (1988) enthält zunächst die fünf Titel der Originalausgabe, gefolgt von acht Bonus-Tracks.

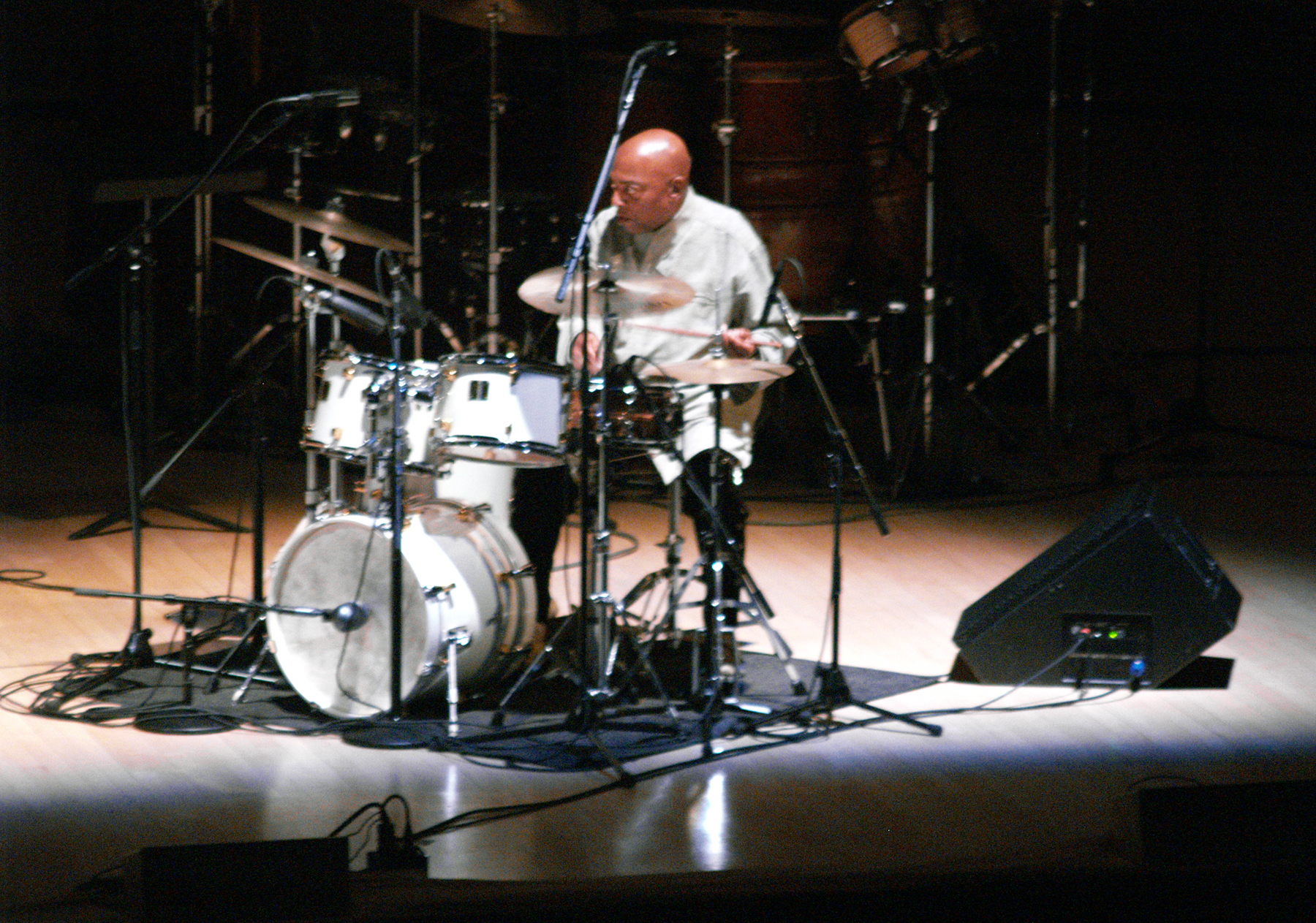
Roy Haynes live in der Carnegie Hall, September 2007.

## Liste der Titel
Original-Album
- Chick Corea: Now He Sings, Now He Sobs (Solid State SS 18039)
  1. Steps – What Was – 13:50
  2. Matrix – 6:28
  3. Now He Sings, Now He Sobs – 7:03
  4. Now He Beats the Drums, Now He Stops – 10:35
  5. The Law of Falling and Catching Up – 2:28

CD-Ausgabe
- Blue Note CD 7243 5 38265-2 (2002)
  1. Steps – What Was – 13:50
  2. Matrix – 6:28
  3. Now He Sings, Now He Sobs – 7:03
  4. Now He Beats the Drums, Now He Stops – 10:35
  5. The Law of Falling and Catching Up – 2:28
  6. Samba Yantra – 2:38
  7. Bossa – 4:41
  8. I Don’t Know – 2:40
  9. Fragments – 4:01
  10. Windows – 3:09
  11. Gemini – 4:20
  12. Pannonica (Monk) – 2:57
  13. My One and Only Love (Mellin-Wood) – 3:33

Die Kompositionen stammen, sofern nicht anders angegeben, von Chick Corea